# Cattedrale di Rochester
La cattedrale di Rochester, anche nota come cattedrale di Cristo e della Beata Vergine Maria (in inglese Cathedral Church of Christ and the Blessed Virgin Mary), è la chiesa principale della diocesi anglicana di Rochester (fino al XVI secolo una diocesi cattolica omonima), nel Kent (Inghilterra).

## Storia
La diocesi fu fondata da Giusto di Canterbury, che accompagnò Agostino di Canterbury nell'opera della diffusione del Cristianesimo nel VII secolo. Giusto ebbe il permesso da Etelberto del Kent di fondare una cattedrale dedicata ad Andrea apostolo sul sito ancora oggi occupata da essa. Insieme alla cattedrale nacque la scuola per preti secolari, ancora oggi esistente sotto come King's School, Rochester. Il coro, richiesto al pari della scuola dal sistema ecclesiastico romano, era diretto da Beda il Venerabile.
Ithamar fu il primo vescovo nato in Inghilterra ad essere consacrato nella cattedrale, il 26 Marzo 655. Questi poi consacrò vescovo Adeodato di Canterbury, che fu anche il primo arcivescovo di Canterbury non latino.
La cattedrale non fu risparmiata poi dai danni delle devastazioni del Kent del 676 da parte del re Aethelred di Mercia. La distruzione fu tale che Putta, si ritirò dalla diocesi, e il suo successore, Cwichhelm, evitò di visitare la diocesi "a causa della sua povertà".
Nel 762, il signore locale, Sigerd, attribuì delle terre al vescovo: lo stesso fece il suo successore, Egbert II del Kent: tale documento è notevole in quanto è stato confermato da Offa di Mercia in qualità di sovrano del regno locale.
In seguito all'invasione del 1066, Guglielmo il Conquistatore concesse la cattedrale e le sue proprietà al suo fratellastro, Oddone di Bayeux. Oddone si appropriò indebitamente delle risorse della cattedrale, che ridusse alla quasi-miseria. L'edificio stesso era ormai in rovina: durante l'episcopato di Siward (1058-1075) esso era servito da quattro o cinque canonici "che vivono nello squallore e nella povertà".

### La chiesa di Gundulf
Dopo la sconfitta finale di Oddone, nel 1077 Gundulf divenne il primo vescovo normanno di Rochester. Gundulf tornò così in possesso della cattedrale e delle sue terre. Nel 1078 Gudulf fondò anche il St Bartholomew's Hospital appena fuori dalla città di Rochester: il Priorato di Sant'Andrea contribuì con provviste giornaliere e settimanali all'ospedale che ricevette anche le offerte dai due altari di San Giacomo e di San Giles.

## Edificio

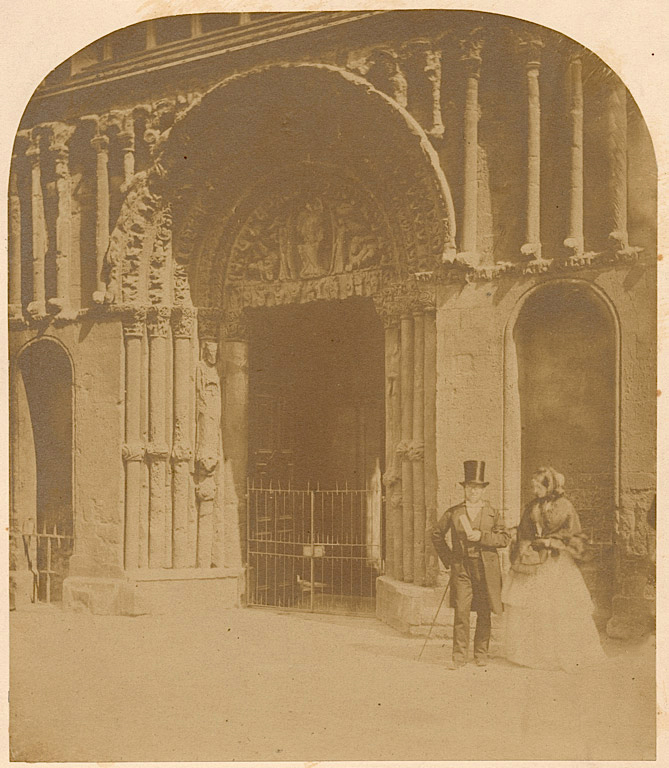
Cattedrale di Rochester da Frederick Scott Archer, c. 1850, Department of Image Collections, National Gallery of Art Library, Washington, DC

L'edificio originario della cattedrale era alto 13 metri e largo 8.5 metri.
Gundulf ricostruì la cattedrale nel XI secolo: la prima impresa di Gundulf nella costruzione della nuova cattedrale sembra essere stata la costruzione della torre che oggi porta il suo nome, ma intorno al 1080 iniziò la costruzione di una nuova cattedrale vera e propria in sostituzione della chiesa di Giusto. Egli era un architetto di talento che probabilmente ha svolto un ruolo importante nella progettazione o nelle opere che ha commissionato. La cattedrale originale aveva un presbiterio di sei campate con navate laterali della stessa lunghezza; le quattro baie più orientali sovrastavano un sottosuolo che fa parte dell'attuale cripta.
Tra 1825 e 1830 iniziò il restauro della cattedrale e poi soprattutto tra 1871 e 1877 George Gilbert Scott si occupò di riportare allo splendore l'edificio dopo i danni subiti dai puritani della guerra civile inglese nel Seicento, infatti dal 1666 al 1802 i decani dell'abbazia di Westminster ebbero titolo e ruolo di vescovo di Rochester, e quindi spesso non erano residenti in diocesi (allora la più piccola diocesi in Inghilterra) occupandosi solo parzialmente di questa cattedrale.